# UPT V Jalur 18/Sidomuly
UPT V Jalur 18/Sidomuly is een bestuurslaag in het regentschap Banyuasin van de provincie Zuid-Sumatra, Indonesië. UPT V Jalur 18/Sidomuly telt 2658 inwoners (volkstelling 2010).